# Chain-Nunatakker
Die Chain-Nunatakker sind eine Gruppe aufgereihter Nunatakker im ostantarktischen Viktorialand. Sie ragen westlich des Blue Glacier mit westnordwest-ostsüdöstlicher Ausrichtung über eine Länge von 5,5 km zwischen dem Briggs Hill und dem Hannon Hill auf.
Das New Zealand Geographic Board benannte sie 1993 nach dem Längenmaß Chain.